# Xenimpia
Xenimpia là một chi bướm đêm thuộc họ Geometridae.